# Андрей Слабаков
Андрей Петров Слабаков е български режисьор, сценарист, актьор и политик. Син е на актьора Петър Слабаков. Негова съпруга е актрисата Ернестина Шинова.

## Биография
Андрей Слабаков е роден на 13 август 1960 г. в София. През 1984 г. завършва кинорежисура при Янко Янков във ВИТИЗ „Кръстьо Сарафов“.
Работи като асистент-режисьор и втори режисьор в Студия за игрални филми „Бояна“ (1985 – 1990).
От 1991 до 1995 г. работи в Италия за телевизионните компании RAI 1 и RAI 2.
Негови са филмите „Вагнер“, „Влак за морето“, „Перловец – реката на живота“ и др. Сред документалните му филми са „Евреите в България“ (1995 г.), „Али Мехмед – самотният поет и смисълът на живота“ (2000 г.) и други.
Занимава се и с шоубизнес. Участва в третия сезон на Вип Брадър.
Капитан на отбор е в телевизионното предаване Аз обичам България по Нова Телевизия.
На евроизборите през 2019 г. е избран за евродепутат от ВМРО-БНД

## Награди
- „Награда за филма“ „Влак за морето“ на фестивала на късометражното кино (Париж, Франция, 1990).
- „Награда за режисура“ за филма „Влак за морето“ на Международния кинофестивал (МКФ) в (Лион, Франция, 1991).
- Награда на Съюза на българските филмови дейци за филма „Влак за морето“ (1991).
- „Награда за филма“ „Влак за морето“ на Националния фестивал „Великата илюзия“ (1992).
- Наградата „Златен витяз“ „за дебют“ с филма „Вагнер“ (1999).

## Филмография
Като актьор
| Година | Филми и Сериали                                | Серии  | Копродукции                    | Роля                             |
| ------ | ---------------------------------------------- | ------ | ------------------------------ | -------------------------------- |
| 2019   | Пътуващо кино                                  |        |                                |                                  |
| 2014   | Психиатрията „Стоунхърст“ („Eliza Graves“)     |        | САЩ                            | 2-ри камериер                    |
| 2012   | Капитанската дъщеря („La Figlia del capitano“) |        | Италия/България/Чехия          | Пугачьов                         |
| 2009   | Нинджа („Ninja“)                               |        |                                | бизнесмен                        |
| 2009   | Турнирът („The Tournament“)                    |        | САЩ/Великобритания/Бахрейн     | пушещият убиец                   |
| 2009   | Хъшове (тв сериал)                             | 4      |                                | Шандор-Новицки                   |
| 2008   | Влак („Train“)                                 |        | САЩ                            | турчинът                         |
| 2007   | Корпорация Война („War, Inc.“)                 |        | САЩ/Малайзия/Германия          | прислужник                       |
| 2007   | Грендел („Grendel“)                            |        | САЩ                            | Еклаф                            |
| 2007   | Изригването („Magma: Volcanic Disaster“)       |        | САЩ/Германия                   | колумбиеца                       |
| 2005   | Механикът („The Mechanik“)                     |        | САЩ/Германия                   | циганинът баща                   |
| 2005   | Строго секретно („Submerged“)                  |        | САЩ/Великобритания/България    | Mini Cab Driver                  |
| 2005   | Вулкан („Nature Unleashed: Volcano“)           |        | САЩ/Великобритания/Канада      | Педро                            |
| 2003   | Пехотинци („Marines“)                          |        | САЩ                            | шофьор на камион                 |
| 2003   | Птицата                                        |        |                                |                                  |
| 2001   | Отчаяни авантюристи („High Adventure“)         |        | Великобритания/България/Канада | Hood 1                           |
| 1990   | Под игото                                      | 9      | България/Унгария               | Кралича – Бойчо Огнянов          |
| 1990   | Карнавалът                                     |        |                                | пришълецът                       |
| 1986   | Един ден аванс                                 |        |                                |                                  |
| 1984   | Подарък в полунощ                              | 2      |                                | приятел на Христо (в 1-ва серия) |
| 1980   | Дами канят                                     |        |                                | фотографчето                     |
| 1971   | Таралежите се раждат без бодли                 | 3 нов. |                                | Кънчо                            |
| 1970   | Четиримата от вагона                           |        |                                | „Жабока“                         |

Като режисьор
| Година | Филми                                            | вид             |
| ------ | ------------------------------------------------ | --------------- |
| 2009   | Джаста праста или кои са българските ноти ?      | документален    |
| 2009   | Хиндемит                                         | игрален         |
| 2005   | Ерудитъ (тв)                                     | игрален         |
| 2001   | Перловец – реката на живота                      | документален    |
| 2001   | Импровизация                                     | документален    |
| 2001   | Али Мехмед – самотният поет и смисълът на живота | документален    |
| 1999   | Вълците (тв)                                     | игрален         |
| 1998   | Вагнер                                           | игрален         |
| 1995   | Евреите в България                               |                 |
| 1990   | Влак за морето                                   |                 |
| 1985   | Мечта                                            | дипломна работа |

Като сценарист
| Година | Филми                                            | вид          |
| ------ | ------------------------------------------------ | ------------ |
| 2009   | Джаста праста или кои са българските ноти ?      | документален |
| 2009   | Хиндемит                                         | игрален      |
| 2001   | Перловец – реката на живота                      | документален |
| 2001   | Али Мехмед – самотният поет и смисълът на живота | документален |
| 1999   | Вълците (тв)                                     | игрален      |
| 1998   | Вагнер                                           | игрален      |
| 1989   | Бау-бум                                          | анимационен  |
| 1987   | Кифлата                                          | анимационен  |

Като продуцент
| Година | Филми                       | вид          |
| ------ | --------------------------- | ------------ |
| 2001   | Перловец – реката на живота | документален |
| 1998   | Вагнер                      | игрален      |

Телевизионни предавания (режисьор)
| Година      | Филми                    | Серии | Копродукции | Вид                   |
| ----------- | ------------------------ | ----- | ----------- | --------------------- |
| 1991 – 1995 | Твоят ближен             |       | Италия      | тв предаване на RAI 2 |
| 1991 – 1995 | Казано между нас         |       | Италия      | тв предаване на RAI 2 |
| 1991 – 1995 | История на комуникациите | 6     | Италия      | тв предаване на RAI 1 |
| 1988        | Павета                   |       |             | новогодишно предаване |

## Критики и противоречия
В свое участие в телевизионното предаване „На инат“ по Нова телевизия през 2011 г. Андрей Слабаков заявява, че „[...] разпространението на СПИН не е само заради наркоманите, което, както знаеме в некой държави е разрешено човек да се занимава с наркомания, но цигарите са много вредни… А освен това, да оставиме, че те разпространяват СПИН масово, тъй като не всички гейове са само хомосексуални, някои са и би. Това не работи в интерес на обществото“. По този повод ЛГБТ активистите Радослав Стоянов и Добромир Добрев подават срещу него жалба в Комисията за защита от дискриминация (КЗД), която обаче не установява той да е осъществил дискриминация. Впоследствие това решение е отменено от две съдебни инстанции – Административен съд София-град и Върховен административен съд – и върнато за ново произнасяне от КЗД.